# Ruhdżan
Ruhdżan (arab. رهجان) – wieś w Syrii, w muhafazie Hama. W 2004 roku liczyła 860 mieszkańców.